# Rodolia cardinalis
Rodolia cardinalis és una espècie de coleòpter de la família Coccinellidae, originària d'Austràlia. És àmpliament usada com a control biològic d'una plaga de cítrics, concretament la que causa la cotxinilla acanalada (Icerya purchasi).

## Importància i distribució
Tot i que és molt menys coneguda que la Coccinella septempunctata, la Rodolia cardinalis és el coccinèlid més cèlebre de la història del control biològic de plagues de l'agricultura. La seva introducció als EUA des d'Austràlia, a finals del segle xix, va donar l'impuls a la concepció del mètode de control de plagues mitjançant l'impacte biològic. En poques desenes va ser introduïda a totes les regions citrícoles del món per a controlar el que en aquella època era una plaga dels cítrics imparable.
Actualment es troba a tots els continents. A Amèrica: els EUA, l'Amèrica Central, el Carib, l'Amèrica del Sud, des de Veneçuela a Xile i Argentina). A Europa (Península Ibèrica, França, Itàlia, Península Balcànica, Rússia), a Àsia (el Japó, l'Índia, les Filipines, Taiwan, Sibèria), a Àfrica (Magreb, Sud-àfrica), a Oceania (Hawaii, Guam) i la seva regió d'origen, Austràlia.

## Descripció
L'adult presenta un cos semiesfèric, d'entre 2 i 4 mm de longitud. recoberts per un pelatge dens i curt de color vermell amb taques negres. El cap i la part del darrere són de color negre. En la seva coloració típica, les taques són negres i n'apareixen cinc. Quatre d'aquestes estan situades sobre la zona dorso-lateral de l'èlitre; les dues davanteres, presenten una forma ovalada o semilunar orientada cap a la sutura de l'èlitre. Les dues del darrere presenten morfologies més irregulars. La cinquena taca té un recorregut més longitudinal a la unió dels dos èlitres amb més amplada del tram capdavanter.
Les antenes són curtes, compostes de vuit artells. Les potes són amples i irregularment planes.
Les larves arriben fins als 5mm de longitud, són de color vermell amb taques negres al tòrax. A l'esquena s'hi observen diversos bonys portadors de pèls. La pupa té entre 4 i 5 mm i també és vermella.

## Galeria

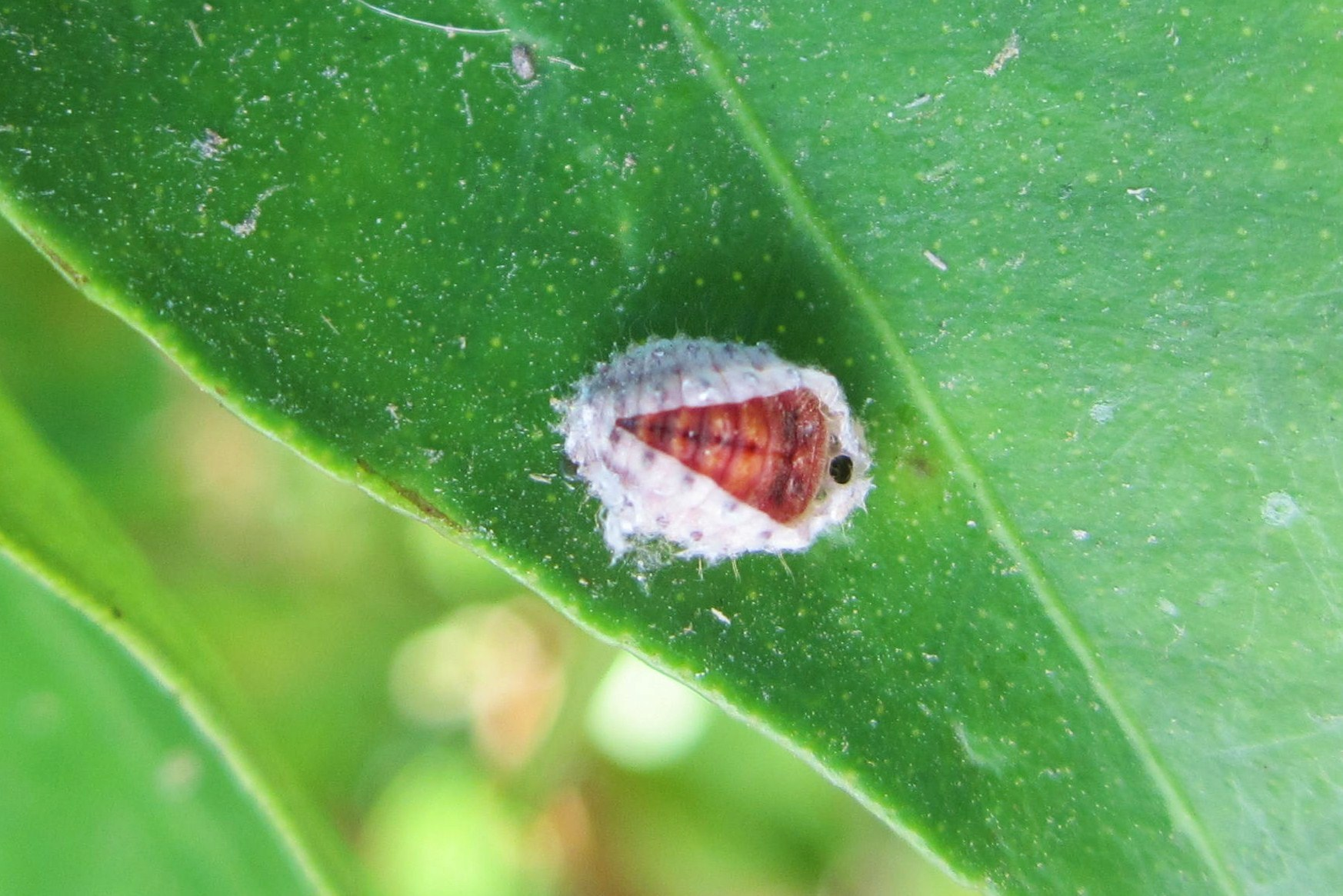
Pupa de Rodolia cardinalis
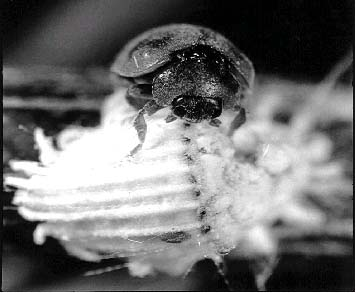
Rodolia atacant a un adult d'Icerya
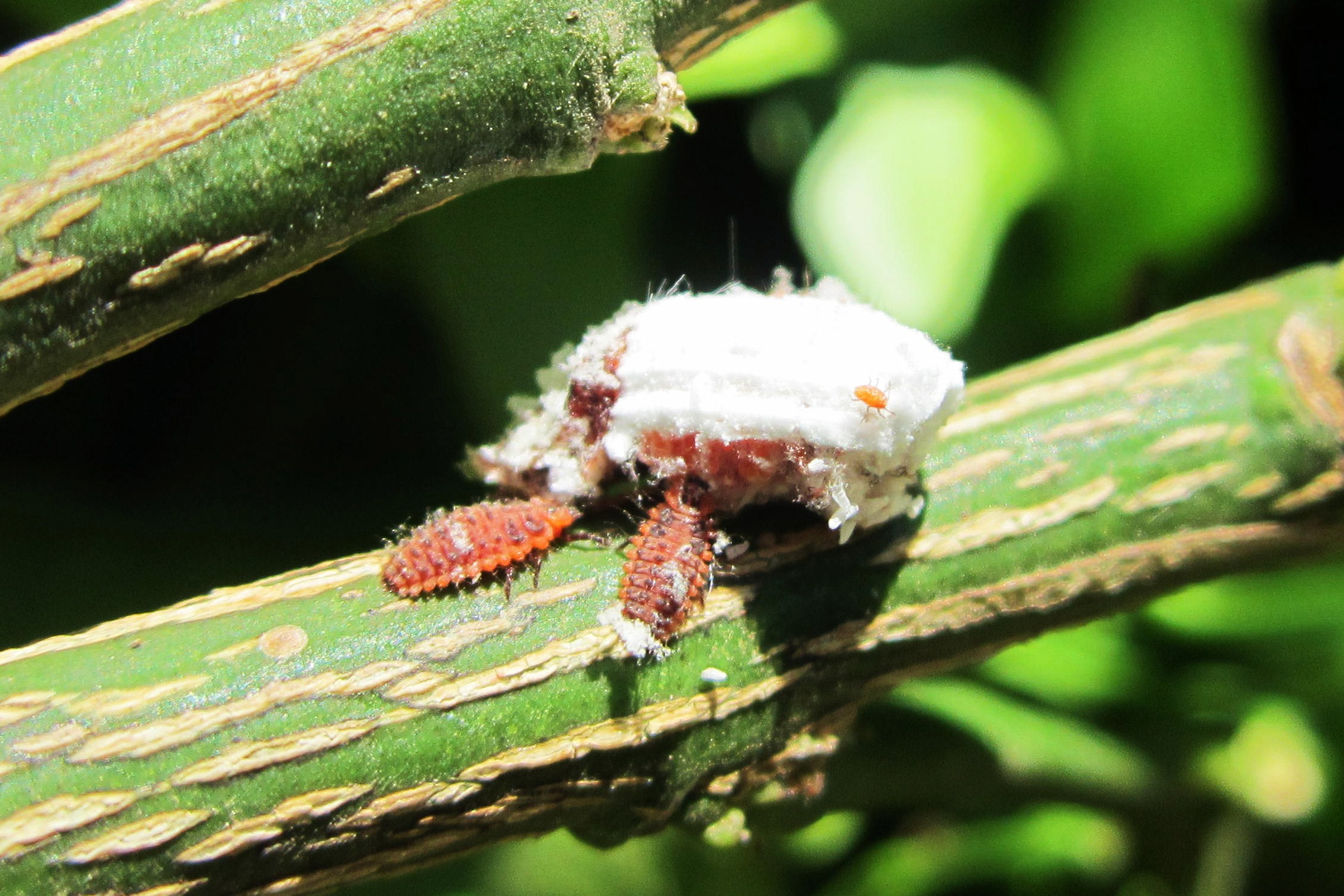
Larves de Rodolia atacant a un adult d'Icerya